# 2010-es Honda Indy Edmonton
A 2010-es Honda Indy Edmonton volt a 2010-es Izod IndyCar Series szezon tizenegyedik futama. A versenyt 2010. július 25-én rendezték meg a Kanadai Edmonton repterén kialakított pályán. A versenyt az Versus közvetítette.

## Rajtfelállás
| Rajtsor | Belső ív | Belső ív            | Külső ív | Külső ív          |
| ------- | -------- | ------------------- | -------- | ----------------- |
| 1       | 12       | Will Power          | 3        | Hélio Castroneves |
| 2       | 9        | Scott Dixon         | 10       | Dario Franchitti  |
| 3       | 6        | Ryan Briscoe        | 8        | E.J. Viso         |
| 4       | 78       | Simona De Silvestro | 37       | Ryan Hunter-Reay  |
| 5       | 22       | Justin Wilson       | 2        | Raphael Matos     |
| 6       | 06       | Hideki Mutoh        | 24       | Tomas Scheckter   |
| 7       | 5        | Szató Takuma        | 32       | Mario Moraes      |
| 8       | 15       | Paul Tracy          | 26       | Marco Andretti    |
| 9       | 34       | Mario Romancini     | 19       | Alex Lloyd        |
| 10      | 77       | Alex Tagliani       | 36       | Bertrand Baguette |
| 11      | 7        | Danica Patrick      | 4        | Dan Wheldon       |
| 12      | 14       | Vitor Meira         | 11       | Tony Kanaan       |
| 13      | 18       | Milka Duno          |          |                   |

### Verseny
| Pozíció | #  | Pilóta                  | Csapat                                    | Futott kör | Idő/Kiesés oka | Rajthely | Élen töltött körök száma | Pont |
| ------- | -- | ----------------------- | ----------------------------------------- | ---------- | -------------- | -------- | ------------------------ | ---- |
| 1.      | 9  | Scott Dixon             | Chip Ganassi Racing                       | 95         | 1:50:37.0551   | 3        | 2                        | 50   |
| 2.      | 12 | Will Power              | Team Penske                               | 95         | +2.6688        | 1        | 76                       | 43   |
| 3.      | 10 | Dario Franchitti        | Chip Ganassi Racing                       | 95         | +3.2831        | 4        | 0                        | 35   |
| 4.      | 6  | Ryan Briscoe            | Team Penske                               | 95         | +8.8652        | 5        | 0                        | 32   |
| 5.      | 37 | Ryan Hunter-Reay        | Andretti Autosport                        | 95         | +11.1482       | 8        | 0                        | 30   |
| 6.      | 15 | Paul Tracy              | KV Racing Technology                      | 95         | +11.9091       | 15       | 0                        | 28   |
| 7.      | 32 | Mario Moraes            | KV Racing Technology                      | 95         | +16.9015       | 14       | 0                        | 26   |
| 8.      | 8  | E.J. Viso               | KV Racing Technology                      | 95         | +18.2206       | 6        | 0                        | 24   |
| 9.      | 5  | Szató Takuma (R)        | KV Racing Technology                      | 95         | +21.5880       | 13       | 0                        | 22   |
| 10.     | 3  | Hélio Castroneves       | Team Penske                               | 95         | +42.6011       | 2        | 17                       | 20   |
| 11.     | 26 | Marco Andretti          | Andretti Autosport                        | 94         | +1 Kör         | 16       | 0                        | 19   |
| 12.     | 11 | Tony Kanaan             | Andretti Autosport                        | 94         | +1 Kör         | 24       | 0                        | 18   |
| 13.     | 2  | Raphael Matos           | Luczo Dragon Racing de Ferran Motorsports | 94         | +1 Kör         | 10       | 0                        | 17   |
| 14.     | 36 | Bertrand Baguette (R)   | Conquest Racing                           | 94         | +1 Kör         | 20       | 0                        | 16   |
| 15.     | 7  | Danica Patrick          | Andretti Autosport                        | 94         | +1 Kör         | 21       | 0                        | 15   |
| 16.     | 14 | Vitor Meira             | A. J. Foyt Enterprises                    | 93         | +2 Kör         | 23       | 0                        | 14   |
| 17.     | 06 | Hideki Mutoh            | Newman/Haas Racing                        | 93         | +2 Kör         | 11       | 0                        | 13   |
| 18.     | 19 | Alex Lloyd (R)          | Dale Coyne Racing                         | 92         | +3 Kör         | 18       | 0                        | 12   |
| 19.     | 24 | Tomas Scheckter         | Dreyer & Reinbold Racing                  | 90         | +5 Kör         | 12       | 0                        | 12   |
| 20.     | 4  | Dan Wheldon             | Panther Racing                            | 90         | +5 Kör         | 22       | 0                        | 12   |
| 21.     | 22 | Justin Wilson           | Dreyer & Reinbold Racing                  | 88         | +7 Kör         | 9        | 0                        | 12   |
| 22.     | 78 | Simona de Silvestro (R) | HVM Racing                                | 87         | Műszaki hiba   | 7        | 0                        | 12   |
| 23.     | 77 | Alex Tagliani           | FAZZT Race Team                           | 52         | Vezetői hiba   | 19       | 0                        | 12   |
| 24.     | 34 | Mario Romancini (R)     | Conquest Racing                           | 52         | Vezetői hiba   | 17       | 0                        | 12   |
| 25.     | 18 | Milka Duno              | Dale Coyne Racing                         | 4          | Kiintették     | 25       | 0                        | 10   |

## Bajnokság állása a verseny után
Pilóták bajnoki állása
| Pozíció | Pilóta           | Pontok |
| ------- | ---------------- | ------ |
| 1       | Will Power       | 420    |
| 2       | Dario Franchitti | 370    |
| 3       | Scott Dixon      | 349    |
| 4       | Ryan Briscoe     | 324    |
| 5       | Ryan Hunter-Reay | 316    |